# Винкс (7. сезона)
Седма сезона анимиране телевизијске серије Винкс имала је премијеру 22. јуна 2015. године на каналу Nickelodeon у Азији. Касније се емитовала од 21. септембра до 3. октобра 2015. године на каналу Rai Gulp у Италији и од 10. јануара до 10. априла 2016. године на каналу Nick Jr. у Сједињеним Државама. Сезона се састоји од 26 епизода. Сезона је имала премијеру 2. новембра 2015. године на каналу Happy Kids у Србији и касније се емитовала на каналима Nickelodeon, Мини Ултра и Dexy TV и на стриминг услузи Netflix. Дистрибутер српске синхронизације је предузеће Happy Kids и синхронизацију је радио студио Happy Kids. Сезона нема DVD издања на српском. Седма сезона је једина сезона серије Винкс која нема синхронизовану уводну тему на српски.
Nickelodeon је прво најавио сезону на фестивалу San Diego Comic-Con 2013. године, са премијером која је оквирно заказана за јесен 2014. године. У саопштењу за штампу од 7. априла 2014. године, Rainbow S.r.l. и Nickelodeon су званично најавили своје континуирано партнерство на седмој сезони, са премијером која је сада заказана за 2015. годину. Иђинио Страфи, творац серије, рекао је за сезону: „Биће привилегија да се још једном удружимо са каналом Nickelodeon на овоме.”

## Радња
У седмој сезони, Винкс се сусрећу са Калшаром, која може да мења свој облик и њеним смотаним братом, Брафилијусом. Они отимају све магичне животиње, па их затварају у кавезе. Блум и остале Винкс, уз помоћ Рокси, морају да заштите магичне животиње, уз нову моћ Батерфликс, спашавајући их од Калшаре која жели њихову моћ за себе. Винкс успевају да пронађу све магичне животиње и добију нову трансформацију Миникс и заједно уништавају Брафулијуса. Калшара успева да добије велику моћ и покори Меџикс. Винкс ослобађају магичне животиње. Калшара извршава напад, али је доживела пораз. Винкс заједно уништавају Калшару. У последњој епизоди, Винкс се враћају у Алфију и прослављају победу чиме се седма сезона завршава.

## Улоге
| Име лика    | Глумац                       |
| ----------- | ---------------------------- |
| Блум        | Бојана Тушуп                 |
| Стела       | Мариана Аранђеловић          |
| Флора       | Софија Јеремић               |
| Мјуза       | Миомира Драгићевић           |
| Техна       | Даница Тодоровић             |
| Лејла       | Даница Тодоровић             |
| Рокси       | Наташа Аксентијевић          |
| Скај        | Ђорђе Симић                  |
| Брендон     | Владимир Василић             |
| Тими        | Владимир Василић             |
| Хелија      | Ђорђе Симић                  |
| Некс        | Предраг Дамњановић           |
| Принц Торен | Предраг Дамњановић           |
| Ајси        | Наташа Аксентијевић          |
| Дарси       | Миомира Драгићевић           |
| Сторми      | Мариана Аранђеловић          |
| Калшара     | Бојана Тушуп                 |
| Брафилијус  | Ђорђе Симић                  |
| Дафни       | Софија Јеремић               |
| Фарагонда   | Миомира Драгићевић           |
| Гризелда    | Миомира Драгићевић           |
| Визгиз      | Предраг Дамњановић           |
| Паладиум    | Предраг Дамњановић           |
| Локет       | Бојана Тушуп                 |
| Амор        | Софија Јеремић               |
| Чата        | Миомира Драгићевић           |
| Карамел     | Даница Тодоровић             |
| Шери        | Мариана Аранђеловић          |
| Елас        | Предраг Дамњановић           |
| Сунчица     | Даница Тодоровић             |
| Крити       | Наташа Аксентијевић          |
| Лепршавко   | Ђорђе Симић Владимир Василић |
| Сквонк      | Ђорђе Симић                  |

## Епизоде
| Бр. еп. (укупно) | Бр. еп. (у сезони) | Наслов                     | Датум емитовања у Италији | Датум емитовања у Италији |
| ---------------- | ------------------ | -------------------------- | ------------------------- | ------------------------- |
| 157              | 1                  | Парк природе Алфија        | 21. септембар 2015.       | 10. јануар 2016.          |
| 158              | 2                  | Младе виле одрастају       | 21. септембар 2015.       | 10. јануар 2016.          |
| 159              | 3                  | Батерфликс                 | 22. септембар 2015.       | 17. јануар 2016.          |
| 160              | 4                  | Прва боја универзума       | 22. септембар 2015.       | 17. јануар 2016.          |
| 161              | 5                  | Пријатељ из прошлости      | 23. септембар 2015.       | 24. јануар 2016.          |
| 162              | 6                  | Авантура на Линфеји        | 23. септембар 2015.       | 24. јануар 2016.          |
| 163              | 7                  | Чувај се вука              | 24. септембар 2015.       | 31. јануар 2016.          |
| 164              | 8                  | Повратак у средњи век      | 24. септембар 2015.       | 31. јануар 2016.          |
| 165              | 9                  | Вилинска мачка             | 25. септембар 2015.       | 7 February 2016           |
| 166              | 10                 | Винксице у замци!          | 25. септембар 2015.       | 7. фебруар 2016.          |
| 167              | 11                 | Мисија у џунгли            | 26. септембар 2015.       | 14. фебруар 2016.         |
| 168              | 12                 | Вилинска животиња за Техну | 26. септембар 2015.       | 14. фебруар 2018.         |
| 169              | 13                 | Тајна једнорога            | 27. септембар 2015.       | 21. фебруар 2016.         |
| 170              | 14                 | Трансформација Миникс      | 27. септембар 2015.       | 21. фебруар 2016.         |
| 171              | 15                 | Чаробно камење             | 28. септембар 2015.       | 28. фебруар 2016.         |
| 172              | 16                 | Повратак у рајски залив    | 28. септембар 2015.       | 2016. фебруар 28.         |
| 173              | 17                 | Изгубљени у капљици        | 29. септембар 2015.       | 6. март 2016.             |
| 174              | 18                 | Дан банана                 | 29. септембар 2015.       | 6. март 2016.             |
| 175              | 19                 | Чаробна дуга               | 30. септембар 2015.       | 13. март 2016.            |
| 176              | 20                 | Мале виле                  | 30. септембар 2015.       | 13. март 2016.            |
| 177              | 21                 | Шашавог ли света           | 1. октобар 2015.          | 20. март 2016.            |
| 178              | 22                 | Краљевство дијаманата      | 1. октобар 2015.          | 20. март 2016.            |
| 179              | 23                 | Тајна Алфије               | 2. октобар 2015.          | 3. април 2016.            |
| 180              | 24                 | Златни лептир              | 2. октобар 2015.          | 3. април 2016.            |
| 181              | 25                 | Нова чаробна харомија      | 3. октобар 2015.          | 10. април 2016.           |
| 182              | 26                 | Моћ вилинских животиња     | 3. октобар 2015.          | 10. април 2016.           |